# Hold an Old Friend's Hand (álbum de Tiffany)
Hold an Old Friend's Hand es el segundo álbum de Tiffany, lanzado en noviembre de 1988. Tuvo un éxito alcanzando el puesto Nro. 17 en las listas de Estados Unidos y Disco de Platino. El sencillo "All This Time" alcanzó a estar en las listas de los diez mejores y "Radio Romance" llegó al Top 40; sin embargo, no pudo igualar el éxito de su primer álbum que fue multiplatino y alcanzó con dos sencillo el puesto numeró 1 en el Billboard Hot 100.  
En su gira de verano, se tenía previsto que nuevamente los New Kids on the Block realicen el acto de apertura como en su gira anterior, sin embargo la repentina popularidad de los New Kids hizo que sus papeles se inviertan. 
La canción principal del álbum "Hold an old frien's hands" era en realidad un cover, aunque la versión original (de Tracy Nelson en 1974) no alcanzó el éxito suficiente para ser conocida. Fue escrita por Donna Weiss, quien también coescribió "Bette Davis Eyes" un éxito popularisado por Kim Carnes (otro artista con el cual había trabajado antes el mánager/productor de Tiffany George Tobin). Era una canción inusual para ser cantada por alguien tan joven (Tiffany tenía 17 años ese momento), debido a la letra. 
"Hearts Never Lie" es un dueto con Chris Farren, un artista conocido en la música country. 
La última canción del álbum, "Overture", es una ejecución instrumental de guitarra acústica de Grant Geissman que incluye tonadas de varias canciones del álbum, sin embargo es una canción inusual del un disco de "Teen Pop", sobre todo porque Tiffany no participa en la canción.

## Lista de canciones
| N.º | Título                          | Letras                                             | Duración |  |
| 1.  | «All This Time»                 | Tim James, Steven McClintock                       | 4:20     |  |
| 2.  | «Oh Jackie»                     | T. James, McClintock, Tim Heintz, Kimberly Feldman | 4:14     |  |
| 3.  | «Hold an Old Friend's Hand»     | Donna Weiss                                        | 4:24     |  |
| 4.  | «Radio Romance»                 | John Duarte, Mark Paul                             | 4:04     |  |
| 5.  | «We're Both Thinking of Her»    | George Tobin, Mark Keefner                         | 3:40     |  |
| 6.  | «Walk Away While You Can»       | Mike Piccirillo                                    | 4:04     |  |
| 7.  | «Drop That Bomb»                | Duarte, Bill Bowersock                             | 3:44     |  |
| 8.  | «It's the Lover (Not the Love)» | Rich Donahue, Patrick Dollaghan                    | 4:08     |  |
| 9.  | «I'll Be the Girl»              | George Tobin, Piccirillo                           | 4:27     |  |
| 10. | «Hearts Never Lie»              | Allan Roy Scott, Hugh James                        | 4:59     |  |
| 11. | «Overture»                      | T. James, McClintock, Scott, Hugh James, Weiss     | 1:24     |  |

## Lado B
- "Can't Stop A Heartbeat" (Paul Mark, John Edward Duarte)
- "I'll Be The Girl" (George Tobin, Mike Piccirillo)
- "Gotta Be Love" (Paul Mark, John Edward Duarte)
- "Ruthless" (Donna Weiss, John Duarte)